# D. F. 말란

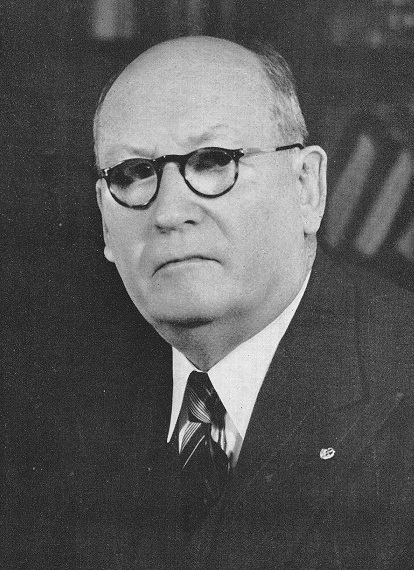
다니엘 프랑수아 말란

다니엘 프랑수아 말란(아프리칸스어: Daniël François Malan, 1874년 5월 22일 ~ 1959년 2월 7일) 또는 대니얼 프랜시스 맬런은 남아프리카 공화국의 백인 정치인으로, 1948년부터 1954년까지 남아프리카 공화국의 총리로 재직했다. D. F. 말란(D. F. Malan)으로 더 유명하다. 국민당은 인종 분리 정책을 시행한 아파르트헤이트 제도를 시행했다. 아파르트헤이트의 기초는 말란 총리 재임 중에 확고히 세워졌다.
1948년 총선에서 인종차별 정당인 국민당의 승리를 이끌었으며, 그 후 총리에 취임했다. 그의 취임은 비백인을 노골적으로 탄압한, 사실상 독재체제의 막을 열었으며, 1994년 넬슨 만델라가 대통령이 되기 전까지 남아프리카 공화국은 사실상 국민당의 독재 하에 있었다.